# Peponapis michelbacherorum
Peponapis michelbacherorum är en biart som beskrevs av Hurd och Linsley 1964. Peponapis michelbacherorum ingår i släktet Peponapis och familjen långtungebin. Inga underarter finns listade i Catalogue of Life.